# نشست سران
نشست سران (یا نشست؛ اجلاس؛ اجلاس سران؛ کنفرانس) (به انگلیسی: Summit) دیدار بین‌المللی میان رؤسای دولت‌ها یا حکومت‌ها است که معمولاً با پوشش گسترده رسانه‌ای، تدابیر امنیتی شدید و یک دستور کار از پیش تعیین‌شده برگزار می‌شود. از جمله نشست‌های قابل توجه می‌توان به دیدارهای فرانکلین دی. روزولت، وینستون چرچیل، و ژوزف استالین در طول جنگ جهانی دوم اشاره کرد. با این حال اصطلاح «نشست» برای چنین دیدارهایی تا نشست ژنو در سال ۱۹۵۵ به‌طور رایج استفاده نمی‌شد. هنگامی که رؤسای جمهور آمریکا در دوران جنگ سرد با همتایان شوروی یا چینی خود برای دیدارهای تک‌به‌تک ملاقات می‌کردند، رسانه‌ها این رویداد را «نشست» نام‌گذاری می‌کردند. دوره پس از جنگ سرد شاهد افزایش تعداد رویدادهای «نشست» بوده است. امروزه نشست‌های بین‌المللی رایج‌ترین شکل برای حکمرانی جهانی به‌شمار می‌روند.

## نشست‌های برجسته سران

### کنفرانس‌های متفقین جنگ جهانی دوم
- کنفرانس کارکنان ایالات متحده و بریتانیا (ABC–1) (۲۹ ژانویه – ۲۷ مارس ۱۹۴۱)
- کنفرانس آتلانتیک (۹–۱۲ اوت ۱۹۴۱)
- کنفرانس مسکو (۲۹ سپتامبر – ۱ اکتبر ۱۹۴۱)
- کنفرانس آرکادیا (۲۲ دسامبر ۱۹۴۱ – ۱۴ ژانویه ۱۹۴۲)
- دومین کنفرانس واشینگتن (۲۰–۲۵ ژوئن ۱۹۴۲)
- دومین کنفرانس مسکو (۱۲–۱۹ اوت ۱۹۴۲)
- شرشل کنفرانس (۲۱–۲۲ اکتبر ۱۹۴۲)
- کنفرانس کازابلانکا (۱۴–۲۴ ژانویه ۱۹۴۳)
- کنفرانس برمودا (۱۹ آوریل ۱۹۴۳)
- سومین کنفرانس واشینگتن (۱۲–۲۷ مه ۱۹۴۳)
- کنفرانس کبک (۱۷–۲۴ اوت ۱۹۴۳)
- سومین کنفرانس مسکو (۱۸ اکتبر – ۱ نوامبر ۱۹۴۳)
- کنفرانس قاهره (۲۲–۲۶ نوامبر ۱۹۴۳)
- کنفرانس تهران (۲۸ نوامبر – ۱ دسامبر ۱۹۴۳)
- دومین کنفرانس قاهره (۴–۶ دسامبر ۱۹۴۳)
- کنفرانس نخست‌وزیران مشترک‌المنافع (۱–۱۶ مه ۱۹۴۴)
- کنفرانس مالی و پولی سازمان ملل متحد (برتون وودز) (۱–۱۵ ژوئیه ۱۹۴۴)
- کنفرانس دامبارتون اوکس (۲۱–۲۹ اوت ۱۹۴۴)
- دومین کنفرانس کبک (۱۲–۱۶ سپتامبر ۱۹۴۴)
- چهارمین کنفرانس مسکو (۹ اکتبر ۱۹۴۴)
- کنفرانس مالت (۳۰ ژانویه – ۲ فوریه ۱۹۴۵)
- کنفرانس یالتا (۴–۱۱ فوریه ۱۹۴۵)
- کنفرانس سازمان ملل متحد دربارهٔ سازمان بین‌المللی (۲۵ آوریل – ۲۶ ژوئن ۱۹۴۵)
- کنفرانس پوتسدام (۱۷ ژوئیه – ۲ اوت ۱۹۴۵)

### نشست سران اتحاد جماهیر شوروی و ایالات متحده
- نشست ژنو، ۱۸ تا ۲۳ ژوئیه ۱۹۵۵
- نشست واشینگتن و کمپ دیوید، ۱۵، ۲۶ و ۲۷ سپتامبر ۱۹۵۹
- نشست پاریس، ۱۶ و ۱۷ مه ۱۹۶۰
- نشست وین، ۳ و ۴ ژوئن ۱۹۶۱
- کنفرانس نشست گلاس‌بورو، ۲۳ و ۲۵ ژوئن ۱۹۶۷
- نشست مسکو (SALT I)، ۲۲ تا ۳۰ مه ۱۹۷۲
- نشست واشینگتن، ۱۸ تا ۲۵ ژوئن ۱۹۷۳
- نشست مسکو، ۲۸ ژوئن تا ۳ ژوئیه ۱۹۷۴
- نشست ولادی‌وستوک دربارهٔ کنترل تسلیحات، ۲۳ و ۲۴ نوامبر ۱۹۷۴
- نشست هلسینکی، ۳۰ ژوئیه و ۲ اوت ۱۹۷۵
- نشست وین (SALT II)، ۱۵ تا ۱۸ ژوئن ۱۹۷۹
- نشست ژنو، ۱۹ تا ۲۱ نوامبر ۱۹۸۵
- نشست ریکیاویک، ۱۰ تا ۱۲ اکتبر ۱۹۸۶
- نشست واشینگتن، ۷ تا ۱۰ دسامبر ۱۹۸۷
- نشست مسکو، ۲۹ مه تا ۱ ژوئن ۱۹۸۸
- نشست نیویورک، ۷ دسامبر ۱۹۸۸
- نشست مالت، ۲ و ۳ دسامبر ۱۹۸۹
- واشینگتن دی‌سی، ۳۰ مه تا ۳ ژوئن ۱۹۹۰
- نشست هلسینکی، ۹ سپتامبر ۱۹۹۰
- نشست پاریس، ۱۹ نوامبر ۱۹۹۰
- نشست لندن، ۱۷ ژوئیه ۱۹۹۱
- نشست مسکو (START I)، ۳۰ و ۳۱ ژوئیه ۱۹۹۱
- نشست مادرید، ۲۹ و ۳۰ اکتبر ۱۹۹۱

### نشست سران روسیه و ایالات متحده
- ۱۹۹۳ – نشست مسکو (START II)
- ۱۹۹۸ – نشست مسکو
- ۲۰۰۱ – نشست اسلوونی ۲۰۰۱
- ۲۰۰۲ – نشست مسکو (SORT)
- ۲۰۰۵ – نشست اسلواکی ۲۰۰۵
- ۲۰۱۸ – نشست روسیه و ایالات متحده
- ۲۰۲۱ – نشست روسیه و ایالات متحده

### نشست سران اتحادیه عرب
- ۱۹۷۴ – کنفرانس نشست رباط
- ۲۰۰۲ – نشست بیروت

### نشست زمین
- ۱۹۹۲ – نشست زمین، ریودوژانیرو، برزیل
- ۲۰۰۲ – نشست زمین، ژوهانسبورگ، آفریقای جنوبی
- ۲۰۱۲ – نشست زمین، ریودوژانیرو، برزیل

### نشست‌های گروه جی
گروه هفت، سران دولت
- ۱۹۷۵ – اولین نشست جی۶، قصر رامبوییه
- ۱۹۷۶ – دومین نشست جی۷، سن خوان
- ۱۹۷۷ – سومین نشست جی۷، لندن
- ۱۹۷۸ – چهارمین نشست جی۷، بن
- ۱۹۷۹ – پنجمین نشست جی۷، توکیو
- ۱۹۸۰ – ششمین نشست جی۷، ونیز
- ۱۹۸۱ – هفتمین نشست جی۷، مونت‌بلولو
- ۱۹۸۲ – هشتمین نشست جی۷، ورسای
- ۱۹۸۳ – نهمین نشست جی۷، ویلیامزبرگ
- ۱۹۸۴ – دهمین نشست جی۷، لندن
- ۱۹۸۵ – یازدهمین نشست جی۷، بن
- ۱۹۸۶ – دوازدهمین نشست جی۷، توکیو
- ۱۹۸۷ – سیزدهمین نشست جی۷، ونیز
- ۱۹۸۸ – چهاردهمین نشست جی۷، تورنتو
- ۱۹۸۹ – پانزدهمین نشست جی۷، گرانده آرش
- ۱۹۹۰ – شانزدهمین نشست جی۷، هیوستون
- ۱۹۹۱ – هفدهمین نشست جی۷، لندن
- ۱۹۹۲ – هجدهمین نشست جی۷، مونیخ
- ۱۹۹۳ – نوزدهمین نشست جی۷، توکیو
- ۱۹۹۴ – بیستمین نشست جی۷، ناپل
- ۱۹۹۵ – بیست و یکمین نشست جی۷، هالیفاکس
- ۱۹۹۶ – بیست و دومین نشست جی۷، لیون

گروه هشت، سران دولت
- ۱۹۹۷ – بیست و سومین نشست جی۸، دنور
- ۱۹۹۸ – بیست و چهارمین نشست جی۸، بیرمنگام
- ۱۹۹۹ – بیست و پنجمین نشست جی۸، کلن
- ۲۰۰۰ – بیست و ششمین نشست جی۸، اوکیناوا
- ۲۰۰۱ – بیست و هفتمین نشست جی۸، جنوا
- ۲۰۰۲ – بیست و هشتمین نشست جی۸، کاناناسکیس
- ۲۰۰۳ – بیست و نهمین نشست جی۸، اویان-له-بن
- ۲۰۰۴ – سی‌اُمین نشست جی۸، سی آیلند
- ۲۰۰۵ – سی و یکمین نشست جی۸، گلینیگلز
- ۲۰۰۶ – سی و دومین نشست جی۸، سن پترزبورگ
- ۲۰۰۷ – سی و سومین نشست جی۸، هایلیگندام
- ۲۰۰۸ – سی و چهارمین نشست جی۸، تویاکو
- ۲۰۰۹ – سی و پنجمین نشست جی۸، لاکویلا، آبروتزو
- ۲۰۱۰ – سی و ششمین نشست جی۸، هانتسویل
- ۲۰۱۱ – سی و هفتمین نشست جی۸، دوویل
- ۲۰۱۲ – سی و هشتمین نشست جی۸، کمپ دیوید، مریلند
- ۲۰۱۳ – سی و نهمین نشست جی۸، لاف ارن در شهرستان فرمنگ

گروه هفت، سران دولت
- ۲۰۱۴ – چهلمین نشست جی۷، بروکسل
- ۲۰۱۵ – چهل و یکمین نشست جی۷، شلوس الماو، باواریا
- ۲۰۱۶ – چهل و دومین نشست جی۷، شیما، استان میه
- ۲۰۱۷ – چهل و سومین نشست جی۷، تااورمینا، سیسیل
- ۲۰۱۸ – چهل و چهارمین نشست جی۷، لا مالبه، کبک
- ۲۰۱۹ – چهل و پنجمین نشست جی۷، بیاریتز، نوول آکیتن
- ۲۰۲۱ – چهل و هفتمین نشست جی۷، کورنوال، جنوب غرب انگلستان
- ۲۰۲۲ – چهل و هشتمین نشست جی۷، شلوس الماو، باواریا
- ۲۰۲۳ – چهل و نهمین نشست جی۷، هیروشیما
- ۲۰۲۴ – پنجاهمین نشست جی۷، فاسانو، آپولیا

گروه ۲۰، سران دولت
- نشست جی۲۰ واشینگتن ۲۰۰۸
- نشست جی۲۰ لندن ۲۰۰۹
- نشست جی۲۰ پیتسبرگ ۲۰۰۹
- نشست جی۲۰ تورنتو ۲۰۱۰
- نشست جی۲۰ سئول ۲۰۱۰
- نشست جی۲۰ کن ۲۰۱۱
- نشست جی۲۰ لوس کابوس ۲۰۱۲
- نشست جی۲۰ سن پترزبورگ ۲۰۱۳
- نشست جی۲۰ بریزبن ۲۰۱۴
- نشست جی۲۰ آنتالیا ۲۰۱۵
- نشست جی۲۰ هانگژو ۲۰۱۶
- نشست جی۲۰ هامبورگ ۲۰۱۷
- نشست جی۲۰ بوئنوس آیرس ۲۰۱۸
- نشست جی۲۰ اوساکا ۲۰۱۹
- نشست جی۲۰ ریاض ۲۰۲۰
- نشست جی۲۰ رم ۲۰۲۱
- نشست جی۲۰ بالی ۲۰۲۲
- نشست جی۲۰ دهلی نو ۲۰۲۳
- نشست جی۲۰ دهلی نو ۲۰۲۳

### نشست سران اروپایی
- ۱۹۶۹ – لاهه: سیاست خارجی و گسترش اتحادیه.
- ۱۹۷۴ – پاریس: ایجاد شورا.
- ۱۹۸۵ - میلان: آغاز کنفرانس بین‌دولتی برای رسیدن به قانون واحد اروپایی.
- ۱۹۹۱ – ماستریخت: توافق بر سر معاهده ماستریخت.
- ۱۹۹۷ – آمستردام: توافق بر سر معاهده آمستردام.
- ۱۹۹۸ – بروکسل: انتخاب کشورهای عضو برای پذیرش یورو.
- ۱۹۹۹ – کلن: اعلامیه دربارهٔ نیروهای نظامی.
- ۱۹۹۹ – تامپره: اصلاحات نهادی.
- ۲۰۰۰ – لیسبون: استراتژی لیسبون.
- ۲۰۰۲ – کپنهاگ: توافق برای گسترش اتحادیه در مه ۲۰۰۴.
- ۲۰۰۷ – لیسبون: توافق بر سر معاهده لیسبون.

### نشست‌های سران بین کره شمالی و جنوبی
- ۲۰۰۰ – نخستین نشست کره‌ای
- ۲۰۰۷ – دومین نشست کره‌ای
- ۲۰۱۸ – نشست بین‌کره‌ای آوریل ۲۰۱۸
- ۲۰۱۸ – نشست بین‌کره‌ای مه ۲۰۱۸
- ۲۰۱۸ – نشست بین‌کره‌ای سپتامبر ۲۰۱۸

### نشست‌هایاهداف توسعه هزاره
- ۲۰۰۰ – نشست هزاره، نیویورک سیتی
- ۲۰۰۵ – نشست جهانی ۲۰۰۵، نیویورک سیتی

### نشست سران آمریکای جنوبی
- ۲۰۰۰ – نشست آمریکای جنوبی ۲۰۰۰، برازیلیا
- ۲۰۰۲ – نشست آمریکای جنوبی، گوایاکیل
- ۲۰۰۴ – نشست آمریکای جنوبی ۲۰۰۴، کوسکو، پرو

### نشست سران آمریکاهای قاره‌ای
- ۱۹۹۴ – نخستین نشست سران قاره آمریکا در میامی در میامی در ایالات متحده آمریکا.
- ۱۹۹۶—نشست سران قاره آمریکا دربارهٔ توسعه پایدار در سانتا کروس د لا سیرا در بولیوی.
- ۱۹۹۸ – دومین نشست سران قاره آمریکا در سانتیاگو در شیلی.
- ۲۰۰۱ – سومین نشست سران قاره آمریکا، در کبک، کانادا.
- ۲۰۰۴ – نشست ویژه سران قاره آمریکا در مونتری در مونتری در مکزیک.
- ۲۰۰۵ – چهارمین نشست سران قاره آمریکا در مار دل پلاتا در آرژانتین.
- ۲۰۰۹ – پنجمین نشست سران قاره آمریکا در پورت آو اسپین در ترینیداد و توباگو.
- ۲۰۱۲ – ششمین نشست سران قاره آمریکا در کارتاخنا در کلمبیا.
- ۲۰۱۵ – هفتمین نشست سران قاره آمریکا در پاناماسیتی در پاناما.
- ۲۰۱۸ – هشتمین نشست سران در لیما در پرو.

### نشست کنفرانس بین‌المللی سازمان ملل متحد در مورد افغانستان
- ۲۰۰۱ – کنفرانس بین‌المللی افغانستان در بن
- ۲۰۰۴ – کنفرانس بین‌المللی افغانستان در برلین
- ۲۰۰۶ – کنفرانس بین‌المللی افغانستان در لندن
- ۲۰۰۷ – کنفرانس بین‌المللی حاکمیت قانون حاکمیت قانون در Afghanistan در Rome
- ۲۰۰۸ – کنفرانس بین‌المللی افغانستان در پاریس
- ۲۰۰۹ – کنفرانس بین‌المللی افغانستان در مسکو
- ۲۰۰۹ – کنفرانس بین‌المللی افغانستان در لاهه
- ۲۰۱۰ – کنفرانس بین‌المللی افغانستان در لندن

### متفرقه
- ۱۵۲۰ – میدان پارچه طلایی
- ۱۹۵۵ – نشست ژنو
- ۱۹۶۷ – کنفرانس نشست گلاس‌بورو
- ۱۹۸۵ – نشست شامروک
- ۱۹۸۶ – نشست ریکیاویک
- ۱۹۸۹ – نشست مالت
- ۱۹۹۰ – نشست جهانی برای کودکان
- ۲۰۰۱ – نشست آگرا
- ۲۰۰۱ – نشست طابا
- ۲۰۰۰ – نشست کمپ دیوید ۲۰۰۰
- ۲۰۰۳–۲۰۰۵ – نشست جهانی جامعه اطلاعاتی
- ۲۰۰۵ – نشست شرم‌الشیخ ۲۰۰۵
- ۲۰۱۵ – نشست والتا دربارهٔ مهاجرت
- ۲۰۱۷ – نشست ریاض ۲۰۱۷
- ۲۰۱۸ – نشست سنگاپور بین کره شمالی و ایالات متحده
- ۲۰۱۹ – نشست هانوی بین کره شمالی و ایالات متحده
- ۲۰۲۳ – نشست فرانسه و چین ۲۰۲۳